# Puntate di Top Gear

Logo del programma

Questa pagina contiene la lista delle puntate del programma televisivo Top Gear, trasmesse dalla BBC dal 2002 al 2022. Lo show è presentato nella maggior parte delle edizioni da Jeremy Clarkson, Richard Hammond, James May e The Stig, e successivamente da Chris Evans, Eddie Jordan, Matt LeBlanc, Sabine Schmitz, Rory Reid, Chris Harris, Freddie Flintoff e Paddy McGuinness
Nella prima edizione Jason Dawe è stato co-presentatore al posto di James May.

## Panoramica puntate
| Edizione | Puntate | Prima TV UK | Prima TV Italia |
| -------- | ------- | ----------- | --------------- |
| 1        | 10      | 2002        | 2018            |
| 2        | 10      | 2003        | 2018            |
| 3        | 9       | 2003        | 2018            |
| 4        | 10      | 2004        | 2018            |
| 5        | 9       | 2004        | 2018            |
| 6        | 11      | 2005        | 2018            |
| 7        | 7       | 2005        | 2018            |
| 8        | 8       | 2006        | 2018            |
| 9        | 6       | 2007        | 2018            |
| 10       | 10      | 2007        | 2018            |
| 11       | 6       | 2008        | 2018            |
| 12       | 8       | 2008        | 2018            |
| 13       | 7       | 2009        | 2011            |
| 14       | 7       | 2009-2010   | 2011            |
| 15       | 8       | 2010        | 2011            |
| 16       | 6       | 2011        | 2011            |
| 17       | 6       | 2011        | 2018            |
| 18       | 8       | 2012        | 2018            |
| 19       | 7       | 2013        | 2018            |
| 20       | 6       | 2013        | 2013            |
| 21       | 7       | 2014        | 2014            |
| 22       | 10      | 2014-2015   |                 |
| Speciali | 2       | 2015        |                 |
| 23       | 6       | 2016        | 2017            |
| 24       | 6       | 2017-2018   | 2017            |

## Puntate

### Prima edizione
| Numero puntata | Recensioni | Sfide/Titolo puntata                      | Ospite                         | Prima TV UK      | Spettatori prima TV UK (in milioni) |
| -------------- | --- | ----------------------------------------- | ------------------------------ | ---------------- | ----------------------------------- |
| 1              | - Citroën Berlingo Multispace - Lamborghini Murciélago - Mazda6 - Pagani Zonda                                                             | Autovelox                                 | - Harry Enfield                | 20 ottobre 2002  | Sotto i 2,43                        |
| 2              | - Ford Focus RS - Noble M12 GTO | Quante moto salta un autobus?             | - Jay Kay                      | 27 ottobre 2002  | 3,54                                |
| 3              | - Aston Martin DB7 - Citroën DS - Mini One - Toyota Yaris Verso - Westfield XTR2                                                           | Nonne che fanno Donut con una Honda S2000 | - Ross Kemp                    | 3 novembre 2002  | 3,30                                |
| 4              | - Aston Martin Vanquish - Ferrari 575M Maranello - Nissan Skyline R34 GT-R                                                                 | Salone dell'auto familiare                | - Richard Burns - Steve Coogan | 10 novembre 2002 | 2,90                                |
| 5              | - Audi A8 - Bentley Arnage - Maybach 62 - Mercedes-Benz Classe S                                                                           | Creare un'auto da 007                     | - Jonathan Ross                | 17 novembre 2002 | 3,43                                |
| 6              | - BMW Z4 - Honda NSX Type R - Mercedes-Benz SL55 AMG - Renault Vel Satis                                                                   | Nonne che parcheggiano col freno a mano   | - Tara Palmer-Tomkinson        | 24 novembre 2002 | 3,10                                |
| 7              | - Lotus Elise 111S - Saab 9-3 | Gara dei leader religiosi (No. 1)         | - Rick Parfitt                 | 1º dicembre 2002 | 3,61                                |
| 8              | - Audi RS6 - Citroën C3 - Ford Fiesta - Lada Riva (modificata dalla Lotus) - Maserati Coupé - Mercedes-Benz E55 AMG - MG ZR - Nissan Micra | L'uomo col van più veloce                 | - Sir Michael Gambon           | 8 dicembre 2002  | 3,43                                |
| 9              | - Honda Civic Type R - Subaru Forester - Toyota Land Cruiser - Volkswagen Golf R32 - Volvo XC90                                            | Alleggerita (Jaguar XJS)                  | - Gordon Ramsay                | 22 dicembre 2002 | 3,67                                |
| 10             | - Lotus Esprit - Nissan Primera - Range Rover - TVR T350                                                                                   | Gara dei leader religiosi (No. 2)         |                                | 29 dicembre 2002 | 3,59                                |

### Seconda edizione
| Numero puntata | Recensioni | Sfide/Titolo puntata                                                                                        | Ospite                        | Prima TV UK    | Spettatori prima TV UK (in milioni) |
| -------------- | --- | --- | ----------------------------- | -------------- | ----------------------------------- |
| 1              | - Bentley T2 - Bowler Wildcat - Smart Roadster - Volkswagen New Beetle Cabriolet                                                | Nissan Sunny distrutta da un motore a reazione                                                              | - Vinnie Jones                | 11 maggio 2003 | 3,15                                |
| 2              | - Audi S4 - BMW M3 - Rolls-Royce Phantom - Rover P5                                                                             | Quale partito è il più veloce con una MG ZR?                                                                | - Jamie Oliver                | 18 maggio 2003 | 3,28                                |
| 3              | - BMW Z8 - Lexus SC430 - Hyundai Coupe - Perodua Kelisa - Volkswagen Touareg                                                    | Il paese con la supercar più veloce                                                                         | - David Soul                  | 25 maggio 2003 | 2,98                                |
| 4              | - Aston Martin DB7 GT - Jaguar Mk II - Jaguar R Coupé (prototipo) - Jaguar XKR-R (Concept)                                      | Quanto riesci a guidare prima di stancarti in una Jaguar XJR?                                               | - Boris Johnson               | 1º giugno 2003 | 3,23                                |
| 5              | - Ford Street Ka - Porsche 911 Turbo - Renault Clio V6 - Triumph TR6                                                            | È più veloce smontare e rimontare una Ford da rally o aspettare quattro ragazze che si preparano ad uscire? | - Anne Robinson               | 8 giugno 2003  | 3,33                                |
| 6              | - Mitsubishi Lancer Evolution VIII - Peugeot 206 GTI - Subaru Impreza WRX STI - Vauxhall VX220 Turbo                            | Record di velocità per una roulotte                                                                         | - Richard Whiteley            | 15 giugno 2003 | 2,46                                |
| 7              | - Hummer H1 - Hummer H2 - Koenigsegg CC8S - Renault Mégane                                                                      | Crash test di una Renault Megane con un pilota vero                                                         | - Neil Morrissey              | 22 giugno 2003 | 3,61                                |
| 8              | - Alfa Romeo 147 GTA - Audi A4 Cabriolet - Citroën C3 Pluriel - Daihatsu Copen - Mercedes-Benz CLK500 Convertible - Nissan 350Z | Una gara per l'universo                                                                                     | - Jodie Kidd                  | 6 luglio 2003  | 3,76                                |
| 9              | - GM HyWire - Vandenbrink Carver - Volvo S60 R                                                                                  | Guidare una Opel Signum dal sedile posteriore                                                               | - Patrick Stewart             | 13 luglio 2003 | 2,91                                |
| 10             | - Cadillac Sixteen - Overfinch Range Rover - TVR 350C - Volkswagen Phaeton                                                      | Gara di affidabilità della Land Rover                                                                       | - Alan Davies                 | 20 luglio 2003 | N/D                                 |
| Best of        | - Bowler Wildcat | Il meglio di Top Gear 2002-2003                                                                             | - Rick Parfitt - Vinnie Jones | 27 luglio 2003 | N/D                                 |

### Terza edizione
| Numero puntata | Recensioni | Sfide/Titolo puntata                                                                             | Ospite                | Prima TV UK      | Spettatori prima TV UK (in milioni) |
| -------------- | --- | ------------------------------------------------------------------------------------------------ | --------------------- | ---------------- | ----------------------------------- |
| 1              | - BMW Serie 5 (E60) - Ford GT - Porsche 911 GT3                                                                 | Può la Volkswagen Lupo diesel fare più km al litro rispetto alla versione benzina?               | - Martin Kemp         | 26 ottobre 2003  | 3,32                                |
| 2              | - BMW M1 - BMW M3 - BMW M3 CSL - BMW M5 - BMW Z4 - Honda S2000 - Porsche Boxster                                | Una Volvo 240 cerca di saltare 4 roulotte                                                        | - Stephen Fry         | 2 novembre 2003  | 3,41                                |
| 3              | - Bentley Continental GT - Subaru Legacy Outback                                                                | 1. Saab 9-5 Aero contro un BAE Sea Harrier 2. Come scappare da un'auto che affonda               | - Rob Brydon          | 9 novembre 2003  | 4,02                                |
| 4              | - Lamborghini Countach - Lamborghini Gallardo - Lamborghini Miura - Mini Cooper S Works                         | Tributo alla Lamborghini                                                                         | - Jay Kay - Rich Hall | 16 novembre 2003 | 4,59                                |
| 5              | - Fiat Panda - Mazda RX-8                                                                                       | 1. La Toyota Hilux è veramente indistruttibile? (Parte 1) 2. Richard cerca future auto classiche | - Simon Cowell        | 23 novembre 2003 | 4,80                                |
| 6              | - Aston Martin V8 Vantage (1977) - Citroën C2 - Holden Monaro                                                   | La Toyota Hilux è veramente indistruttibile? (Parte 2)                                           | - Sanjeev Bhaskar     | 7 dicembre 2003  | 5,40                                |
| 7              | - Mercedes-Benz SLR McLaren - MG XPower SV - Porsche Cayenne Turbo                                              | 1. Quale professore riesce a fare il miglior burnout? 2. Quale è la migliore auto britannica?    | - Rory Bremner        | 14 dicembre 2003 | 3,35                                |
| 8              | - Aston Martin Lagonda - Audi TT - Mercedes-Benz 280SL - Nissan Micra                                           | Drag race tra auto di generazioni diverse                                                        | - Johnny Vegas        | 21 dicembre 2003 | 3,15                                |
| 9              | - Chrysler Crossfire - Honda Civic Type R - Honda NSX Type R - Jaguar XJ6 - Smart Roadster (Brabus V6 Bi-Turbo) | Top Gear Awards 2003                                                                             | - Carol Vorderman     | 28 dicembre 2003 | 4,24                                |
| Best of        | - BMW Serie 5 (E60) - Ford GT - Porsche 911 GT3                                                                 | Il meglio di Top Gear 2003                                                                       | - Martin Kemp         | 4 gennaio 2004   | N/D                                 |

### Quarta edizione
| Numero puntata | Recensioni                                                                                                | Sfide/Titolo puntata | Ospite                                                     | Prima TV UK    | Spettatori prima TV UK (in milioni) |
| -------------- | --- | --- | ---------------------------------------------------------- | -------------- | ----------------------------------- |
| 1              | - Aston Martin DB9 - Lotus Exige - Rover CityRover                                                        | 1. Aston Martin DB9 contro il TGV e i treni Eurostar Francesi, da Surrey a Monte Carlo 2. Elicottero Apache contro una Lotus Exige, può l'elicottero agganciare la Lotus??                                                    | - Fay Ripley                                               | 9 maggio 2004  | 3,28                                |
| 2              | - Alfa Romeo 166 - Cadillac Escalade - Ford FAB-1 - Mercedes-Benz SLR McLaren                             | 1. Una suora in un Monster truck 2. Richard si fa ipnotizzare | - Paul McKenna                                             | 16 maggio 2004 | 3,31                                |
| 3              | - 1968 Dodge Charger 440 R/T - Ferrari 360 Challenge Stradale - Porsche 911 GT3 RS                        | Sfida tra macchine da 100£ (Audi 80, Rover 416GTi e Volvo 760 V6 GLE) | - Katie Price                                              | 23 maggio 2004 | 3,36                                |
| 4              | - Audi A8 TDi V8 - Ford SportKa - Porsche Carrera GT                                                      | 1. Audi A8 V8 diesel sfida da Londra a Edimburgo e ritorno con un solo pieno 2. Mitsubishi Lancer Evolution VIII contro Subaru Impreza WRX STI 3. Ford SportKa contro piccioni viaggiatori 4. Giocare a freccette con le auto | - Ronnie O'Sullivan                                        | 30 maggio 2004 | 3,24                                |
| 5              | - BMW 645Ci - Jaguar XK-R - Mazda3 - MG ZT 260 - Porsche 911 Carrera 2 - Vauxhall Astra - Volkswagen Golf | 1. Gara di prestazioni di coupé sportive sulla sabbia di Pendine 2. Una Volkswagen Golf viene fulminata | - Denise van Outen - Johnny Vaughan                        | 6 giugno 2004  | 3,39                                |
| 6              | - Cadillac CTS - Jaguar XJS - Renault Clio RenaultSport - Nissan Cube                                     | Puoi alimentare una macchina col letame? | - Sir Terry Wogan                                          | 13 giugno 2004 | 3,19                                |
| 7              | - Mercedes-Benz CL 65 AMG - Spyker C8 Spyder                                                              | Può un'auto multiuso essere usata come taxi? (Renault Scénic e Ford C-Max) | - Lionel Richie                                            | 11 luglio 2004 | 3,47                                |
| 8              | - Ford GT - Maserati Quattroporte                                                                         | 1. Sfida tra auto hot hatch alimentate a benzina o a gasolio 2. Soffiare sulle auto con un motore del Boeing 747 3. Tributo al motore V8 della Rover                                                                          | - Martin Clunes                                            | 18 luglio 2004 | 4,01                                |
| 9              | - Fiat Barchetta - Jaguar X-Type Station Wagon - Mazda MX-5 - Mercedes-Benz SL600 - Toyota MR2            | 1. Richard e James cercano la migliore cabriolet 2. Ti puoi paracadutare dentro un'auto in movimento? | - Sir Ranulph Fiennes                                      | 25 luglio 2004 | 4,01                                |
| 10             | - BMW X3 - Chevrolet Corvette - Volvo V50                                                                 | 1. Richard guida una Peugeot 407 come safety car 2. Olimpiadi automobilistiche: salto in lungo | - Patrick Kielty                                           | 1º agosto 2004 | 3,54                                |
| Best of        | - 1968 Dodge Charger 440 R/T - Ferrari 360 Challenge Stradale - Jaguar XJS - Porsche 911 GT3 RS           | Il meglio di Top Gear 2004 (No. 1) | - Denise Van Outen - Johnny Vaughan - Ronnie O'Sullivan    | 8 agosto 2004  | N/D                                 |
| Speciale       | | Star in un'auto veloce | - Darren Jordon - Jimmy Carr - Jodie Kidd - Patrick Kielty | 1º agosto 2004 | N/D                                 |

### Quinta edizione
| Numero puntata | Recensioni | Sfide/Titolo puntata | Ospite                                  | Prima TV UK      | Spettatori prima TV UK (in milioni) |
| -------------- | --- | --- | --------------------------------------- | ---------------- | ----------------------------------- |
| 1              | - Chrysler 300C - Jaguar S-Type R - Porsche 911 Carrera S - Vauxhall Monaro VX-R                                                             | Un camioncino dei gelati può saltare un castello gonfiabile? | - Bill Bailey                           | 24 ottobre 2004  | 3,35                                |
| 2              | - Ferrari F40 - Ferrari Enzo - Ford Focus - Jaguar XJ220 - McLaren F1 - Pagani Zonda - Porsche Carrera GT - Vauxhall Astra - Volkswagen Golf | Un mountainboarder contro un'auto da rally | - Geri Halliwell                        | 31 ottobre 2004  | 3,81                                |
| 3              | - Dodge Viper SRT-10 | 1. Guidare una Land Rover Discovery fino in cima al Cnoc an Fhreiceadain 2. Trovare le auto più pazze del mondo | - Joanna Lumley                         | 7 novembre 2004  | 4,41                                |
| 4              | - Aston Martin Vanquish S - Ferrari 575M Maranello - Pagani Zonda S Roadster                                                                 | 1. 24 ore in una Smart Forfour 2. Giocare a conkers con le roulotte | - Jimmy Carr - Steve Coogan             | 14 novembre 2004 | 4,44                                |
| 5              | - Mercedes-Benz 300SL - Morgan Aero 8 GTN | 1. Competizione tra monovolume 2. Battere i 10 minuti di tempo al giro al Nürburgring Nordschleife con un'auto diesel | - Christian Slater                      | 21 novembre 2004 | 4,69                                |
| 6              | - Volkswagen Golf V GTI | 1. Quante Porsche puoi comprare con 1500£? (Porsche 924, Porsche 928 e Porsche 944) 2. Un uomo cieco fa un giro cronometrato sul circuito di Top Gear                                                                                                  | - Billy Baxter - Cliff Richard          | 5 dicembre 2004  | 4,87                                |
| 7              | - Ford Mustang - Lamborghini Murciélago - Mitsubishi Lancer Evolution VIII MR FQ400 - Toyota Prius                                           | 1. Una Mitsubishi Lancer Evolution VIII MR FQ400 sfida una Lamborghini Murciélago 2. Top Gear Awards 2004 | - Roger Daltrey                         | 12 dicembre 2004 | 3,39                                |
| 8              | - Ferrari 612 Scaglietti | 1. Una Ferrari 612 Scaglietti contro un Aereo a reazione da Londra a Verbier 2. Una Mitsubishi Evo contro un bob 3. Auto di oggi contro auto di "non molto tempo fa" 4. Stig tenta un giro sul circuito di Top Gear sotto al minuto con una Renault F1 | - Eddie Izzard                          | 19 dicembre 2004 | 5,06                                |
| 9              | - Ariel Atom - BMW Serie 1 - Mercedes-Benz G55 AMG                                                                                           | 1. Sfida migliore hatchback sportiva per il XXI secolo (Ford Fiesta ST150 e Citroen C2 VTS) 2. Trovare una buona auto dai costruttori nel Pacifico (Auto della Malaysia e della Corea)                                                                 | - Susannah Constantine - Trinny Woodall | 26 dicembre 2004 | 3,30                                |
| Best of        | - Chrysler 300C - Jaguar S-Type R - Porsche Carrera GT - Vauxhall Monaro VX-R                                                                | Il meglio di Top Gear 2004 (No. 2) | - Joanna Lumley - Sir Ranulph Fiennes   | 2 gennaio 2005   | N/D                                 |

### Sesta edizione
| Numero puntata | Recensioni                                                                        | Sfide/Titolo puntata | Ospite                        | Prima TV UK    | Spettatori prima TV UK (in milioni) |
| -------------- | --------------------------------------------------------------------------------- | --- | ----------------------------- | -------------- | ----------------------------------- |
| 1              | - Honda Element - Mercedes-Benz CLS55 AMG                                         | 1. Calcio con delle Toyota Aygo 2. Range Rover Sport contro il carro armato Challenger 2                                                    | - James Nesbitt               | 22 maggio 2005 | 4,51                                |
| 2              | - Maserati MC12                                                                   | 1. Coupé due posti a meno di 1500£ che non siano Porsche (Mitsubishi Starion, Jaguar XJS, BMW 635CSi)                                       | - Jack Dee                    | 29 maggio 2005 | 3,67                                |
| 3              | - Aston Martin DB9 Volante - Maserati Bora - TVR Tuscan - Wiesmann MF 3           | La Rolls-Royce nella piscina | - Christopher Eccleston       | 12 giugno 2005 | 3,56                                |
| 4              | - BMW 320d - Cadillac CTS-V - Honda Jazz - Peugeot 1007 - Renault Modus           | 1. Le mamme di Jeremy, Richard e James aiutano i figli a valutare le auto 2. Può una limousine saltare una festa di nozze?                  | - Omid Djalili                | 19 giugno 2005 | 3,45                                |
| 5              | - Aston Martin DB5 - Jaguar E-Type - Maserati GranSport - Nissan Murano           | Soldati sparano a Jeremy mentre guida una Porsche Boxster S e una Mercedes-Benz SLK 55 AMG per vedere qual è che schiva meglio i proiettili | - Damon Hill                  | 26 giugno 2005 | 3,66                                |
| 6              | - Aston Martin DBR9 - Mercedes-Benz SLR McLaren                                   | Gara da Londra a Oslo tra una Mercedes-Benz SLR McLaren e una barca                                                                         | - David Dimbleby              | 3 luglio 2005  | 4,55                                |
| 7              | - TVR Sagaris                                                                     | 1. Fiat Panda contro un maratoneta 2. Sabine Schmitz cerca di battere i 10 minuti al Nürburgring Nordschleife con un Ford Transit           | - Justin Hawkins              | 10 luglio 2005 | 3,75                                |
| 8              | - Audi TT - Chrysler Crossfire - Ferrari F430 - Nissan 350Z                       | Le versioni cabriolet di coupé esistenti in Islanda                                                                                         | - Tim Rice                    | 17 luglio 2005 | 4,10                                |
| 9              | - BMW M5 - Renault Mégane Sport - Vauxhall Astra VXR - Volkswagen Golf GTI        | 1. Prova su strada della Roulette Russa 2. Tentativo di record mondiale per il numero di cappottamenti di un'auto in un'unica volta         | - Chris Evans                 | 24 luglio 2005 | 5,18                                |
| 10             | - Bentley Continental Flying Spur - BMW 535d                                      | 1. Guidare un'auto su un lago Islandese 2. Qual è il più divertente giocattolo off-road?                                                    | - Davina McCall - Mark Webber | 31 luglio 2005 | 4,92                                |
| 11             | - Ford F150 SVT Lightning - Lamborghini Murciélago Roadster - Vauxhall Monaro VXR | Ricreare la colonna sonora di Top Gear con i suoni di vari motori                                                                           | - Timothy Spall               | 7 agosto 2005  | 4,58                                |

### Settima edizione
| Numero puntata | Recensioni                                                              | Sfide/Titolo puntata | Ospite                                       | Prima TV UK      | Spettatori prima TV UK (in milioni) |
| -------------- | ----------------------------------------------------------------------- | --- | -------------------------------------------- | ---------------- | ----------------------------------- |
| 1              | - Ascari KZ1 - Aston Martin V8 Vantage - BMW M6 - Porsche 911 Carrera S | Gara di prestazioni tra coupé sportive sull'Isola di Man | - Trevor Eve                                 | 13 novembre 2005 | 3,74                                |
| 2              | - Audi RS4 - Porsche Cayman S                                           | 1. Auto radiocomandate a dimensione reale 2. Un'Audi RS4 contro lo scalatore Leo Houlding sulle Gole del Verdon in Francia                                                                            | - Ian Wright                                 | 20 novembre 2005 | 4,48                                |
| 3              | - Ford Focus ST                                                         | Viaggio verso il Viadotto di Millau (Francia) con tre supercar (Ferrari F430 Spider, Ford GT e Pagani Zonda S)                                                                                        | - Stephen Ladyman                            | 27 novembre 2005 | 4,61                                |
| 4              | - Pagani Zonda F                                                        | 1. Auto sportive italiane a meno di 10.000 £ (Ferrari 308 GT4, Maserati Merak, Lamborghini Urraco) 2. Gara di downhill a Lisbona tra una Renault Clio e un ciclista                                   | - Dame Ellen MacArthur                       | 4 dicembre 2005  | 4,88                                |
| 5              | - Bugatti Veyron - Marcos TSO - Porsche 911 Carrera 4                   | 1. Bugatti Veyron contro un aeroplano Cessna 182 ad Alba (comune italiano) 2. Porsche a trazione posteriore contro Porsche a trazione integrale (Porsche 911 Carrera 4)                               | - Nigel Mansell                              | 11 dicembre 2005 | 4,76                                |
| 6              | - BMW 130i - Mazda MX-5 - Volkswagen Golf R32                           | 1. La nuova contro la vecchia cultura delle auto 2. Giro cronometrato in una Honda NSX nella realtà e nel videogioco Gran Turismo 4 3. Gara tra una Mazda MX-5 e un Greyhound 4. Top Gear Awards 2005 | - David Walliams - Jimmy Carr                | 27 dicembre 2005 | 4,52                                |
| 7              |                                                                         | Olimpiadi invernali di Top Gear |                                              | 12 febbraio 2006 | 5,22                                |
| Best of 1      | - BMW 130i - Ford Focus ST - Volkswagen Golf R32                        | Il meglio di Top Gear 2005 (No. 1) | - Christopher Eccleston - Davina McCall      | 13 marzo 2006    | N/D                                 |
| Best of 2      | - Audi RS4                                                              | Il meglio di Top Gear 2005 (No. 2) Gli ospiti speciali | - David Walliams - Jimmy Carr - Steve Coogan | 13 marzo 2006    | N/D                                 |
| Best of 3      |                                                                         | Il meglio di Top Gear 2005 (No. 3) Le sfide |                                              | 20 marzo 2006    | N/D                                 |
| Best of 4      | - Lamborghini Murciélago Roadster - Pagani Zonda F                      | Il meglio di Top Gear 2005 (No. 4) Le supercar |                                              | 27 marzo 2006    | N/D                                 |
| Best of 5      | - Ascari KZ1 - Lotus Exige - Rolls-Royce Phantom                        | Il meglio di Top Gear 2005 (No. 5) Il meglio della Britannia |                                              | 4 aprile 2006    | N/D                                 |

### Ottava edizione
| Numero puntata | Recensioni | Sfide/Titolo puntata | Ospite                                                                                                  | Prima TV UK    | Spettatori prima TV UK (in milioni) |
| -------------- | --- | --- | --- | -------------- | ----------------------------------- |
| 1              | - Honda Civic - Koenigsegg CCX - Nissan Micra C+C                                                                                       | La cabriolet monovolume | - Alan Davies - James Hewkins - Jimmy Carr - Justin Hawkins - Les Ferdinand - Rick Wakeman - Trevor Eve | 7 maggio 2006  | 4,75                                |
| 2              | - BMW 650i - Chevrolet Corvette Z06 - Jaguar XK - Mercedes-Benz SL 350                                                                  | 1. Tripla sfida tra BMW 650i, Jaguar XK e Mercedes-Benz SL 350 2. Tomcat 4 ruote motrici contro un kayak a motore in Islanda 3. Presentare un programma di auto per radio, quanto può essere difficile? 4. Stig fa un giro d'addio per la Suzuki Liana | - Gordon Ramsay                                                                                         | 14 maggio 2006 | 4,47                                |
| 3              | - Lotus Exige S | Sfida tra auto anfibie (Toyota Hilux, Triumph Herald e Volkswagen Camper) | - Philip Glenister                                                                                      | 21 maggio 2006 | 4,75                                |
| 4              | - BMW Z4 M - Koenigsegg CCX con alettone di Top Gear - Mercedes S280 - Mercedes-Benz S500 - Porsche Boxster S - Porsche Cayenne Turbo S | 1. BMW Z4 M contro Porsche Boxster S 2. Porsche Cayenne Turbo S contro un paracadutista 3. Disegnare il "Cottage di Anne Hathaway" in una Mercedes S280                                                                                                | - Ewan McGregor                                                                                         | 28 maggio 2006 | 3,83                                |
| 5              | - Citroën C6 - Prodrive P2 | 1. Partita a calcio con auto (numero 2) 2. Sfida cronometrata con Sir Jackie Stewart | - Sir Michael Gambon                                                                                    | 4 giugno 2006  | 5,01                                |
| 6              | - Ford Mondeo ST220 - Mazda 6 MPS - Vauxhall Vectra VXR                                                                                 | Sfida tra Ford Mondeo ST220, Mazda 6 MPS e Vauxhall Vectra VXR | - Brian Cox                                                                                             | 16 luglio 2006 | 3,66                                |
| 7              | - Ford S-Max 2.5L 200 PS - Lamborghini Gallardo Spyder - Mercedes-Benz B200 Turbo - Peugeot 207 1.6L Diesel - Vauxhall Zafira VXR       | 1. Gara della Caterham Seven kit car 2. Peugeot 207 contro maestri del parkour a Liverpool | - Steve Coogan                                                                                          | 23 luglio 2006 | 3,89                                |
| 8              | - Noble M15 - Ford Transit - Renault Master - Volkswagen T30 TDI 174 Sportline                                                          | 1. Sfida tra van a meno di 1000£ (Ford Transit, LDV Convoy e Suzuki Super Carry) 2. Diventare piloti di van con The Who | - Jenson Button - Ray Winstone                                                                          | 30 luglio 2006 | 5,27                                |

### Nona edizione
| Numero puntata | Recensioni                                                                             | Sfide/Titolo puntata | Ospite                                                         | Prima TV UK      | Spettatori prima TV UK (in milioni) |
| -------------- | -------------------------------------------------------------------------------------- | --- | -------------------------------------------------------------- | ---------------- | ----------------------------------- |
| 1              | - Aston Martin V8 Vantage - Jaguar XKR                                                 | 1. Aston Martin V8 Vantage contro Aston Martin V8 Vantage 2. Lavori stradali in 24 ore 3. L'incidente di Richard nel Dragster Vampire                                                                                         | - Jamie Oliver                                                 | 28 gennaio 2007  | 8,13                                |
| 2              | - Alfa Romeo Brera - Audi TT - Mazda RX-8                                              | 1. Alfa Romeo Brera contro Audi TT contro Mazda RX-8 2. Una Bugatti Veyron viene spinta al massimo sul circuito di Ehra-Lessien 3. Le auto che possono essere definite opere d'arte 4. Jeremy, Richard e James giocano a golf | - Hugh Grant                                                   | 4 febbraio 2007  | 7,20                                |
| 3              |                                                                                        | Speciale in U.S.A. (Chevrolet Camaro RS, Dodge Ram e Cadillac Brougham) |                                                                | 11 febbraio 2007 | 6,18                                |
| 4              | - Brabus S Biturbo roadster (basata su una Mercedes-Benz SL65 AMG) - Porsche 911 Turbo | Creare uno Space Shuttle con una Reliant Robin | - Simon Pegg                                                   | 18 febbraio 2007 | 7,51                                |
| 5              | - Lamborghini Murciélago LP640                                                         | 1. Video sulla pericolosità dei passaggi a livello 2. Sfida fra trattori a biocarburante (Case STX Steiger 530, Fendt 930 Vario e JCB Fastrac 8250)                                                                           | - Kristin Scott Thomas                                         | 25 febbraio 2007 | 7,58                                |
| 6              | - Shelby Mustang GT500                                                                 | Creare una limousine con un'auto normale (Alfa Romeo 164, Fiat Panda, MG F e Saab 9000 V6) | - Billie Piper                                                 | 4 marzo 2007     | 8,12                                |
| Best of        |                                                                                        | Il meglio di Top Gear 2006 |                                                                | 1º marzo 2007    | 8,12                                |
| Speciale 1     |                                                                                        | Top Gear of the Pops | - Justin Hawkins - Lethal Bizzle - McFly - Supergrass - Travis | 16 marzo 2007    | 6,40                                |
| Speciale 2     |                                                                                        | Top Gear Polar Special (slitta trainata dai cani e Toyota Hilux | - Sir Ranulph Fiennes                                          | 25 luglio 2007   | 4,72                                |

### Decima edizione
| Numero puntata | Recensioni                                                                  | Sfide/Titolo puntata | Ospite                                                         | Prima TV UK      | Spettatori prima TV UK (in milioni) |
| -------------- | --------------------------------------------------------------------------- | --- | -------------------------------------------------------------- | ---------------- | ----------------------------------- |
| 1              | - Volkswagen Golf GTI W12                                                   | La strada migliore del mondo: il Passo dello Stelvio, Italia (con Aston Martin V8 Vantage N24, Lamborghini Gallardo Superleggera e Porsche 911 GT3 RS)                                              | - Dame Helen Mirren                                            | 7 ottobre 2007   | 6,27                                |
| 2              | - Audi R8 - Porsche 911 Carrera S                                           | 1. Audi R8 contro Porsche 911 Carrera S 2. Sfida tra auto anfibie No. 2 (Nissan Pick-up D21, Volkswagen Transporter e Triumph Herald)                                                               | - Jools Holland                                                | 14 ottobre 2007  | 5,53                                |
| 3              | - Ferrari 275 GTS - Ferrari 599 - Rolls-Royce Phantom Drophead Coupé        | 1. Gara tra una Bugatti Veyron e un Eurofighter Typhoon 2. Una Peel P50 intorno agli uffici della BBC 3. Sistema di parcheggio automatico della Lexus LS600                                         | - Dermot Murnaghan - Fiona Bruce - John Humphrys - Ronnie Wood | 28 ottobre 2007  | 4,75                                |
| 4              |                                                                             | Top Gear Special in Botswana (Lancia Beta Coupé, Opel Kadett e Mercedes-Benz 230E) |                                                                | 4 novembre 2007  | 6,84                                |
| 5              | - Aston Martin V8 Vantage Roadster - Caparo T1 - Mercedes-Benz GL 500       | Gara a Londra | - Simon Cowell                                                 | 11 novembre 2007 | 7,74                                |
| 6              | - BMW M5 Touring - Honda Civic Type R - Mercedes-Benz E63 AMG Station Wagon | 1. Mercedes-Benz E63 AMG Station Wagon contro BMW M5 Touring 2. May cerca di battere il record di attraversamento della foce a estuario di Humber, senza utilizzare il ponte, con un'Alfa Romeo 159 | - Lawrence Dallaglio                                           | 18 novembre 2007 | 7,24                                |
| 7              | - Aston Martin DBS                                                          | Sfida miglior auto della British Leyland a meno di 1200£ (Austin Princess, Rover SD1 e Triumph Dolomite Sprint)                                                                                     | - Jennifer Saunders                                            | 25 novembre 2007 | 6,86                                |
| 8              | - Vauxhall VXR8                                                             | 1. Renault R25 Formula 1 2. Investigazione sulla storia dell'automobile 3. BMW 330i controllata a distanza con un GPS                                                                               | - James Blunt - Lewis Hamilton                                 | 2 dicembre 2007  | 8,35                                |
| 9              | - Ascari A10 - Daihatsu Materia                                             | 1. Britcar: gara endurance di 24h a Silverstone con una BMW 330d di seconda mano 2. Gara di Top Gear: Fiat 500 contro dei ciclisti con BMX a Budapest                                               | - Keith Allen                                                  | 9 dicembre 2007  | 7,38                                |
| 10             | - Audi RS4 - BMW M3 - Jaguar XF - Mercedes-Benz C63 AMG                     | 1. Audi RS4 contro BMW M3 contro Mercedes-Benz C63 AMG 2. Top Gear Awards 2007 | - David Tennant                                                | 23 dicembre 2007 | 7,15                                |
| Speciale       |                                                                             | Top Ground Gear Force | - Sir Steve Redgrave                                           | 14 marzo 2008    | 4,75                                |
| Best of 1      | - Caparo T1                                                                 | Il meglio di Top Gear 2004 (No. 1) | - Ronnie Wood                                                  | 1º gennaio 2008  | 3,09                                |
| Best of 2      | - Audi R8 - BMW M5 Touring - Mercedes-Benz E63 AMG Station Wagon            | Il meglio di Top Gear 2004 (No. 2) | - James Blunt - Jennifer Saunders                              | 6 gennaio 2008   | 2,81                                |
| Best of 3      | - Aston Martin DBS - Peel P50                                               | Il meglio di Top Gear 2004 (No. 3) | - Lewis Hamilton                                               | 13 gennaio 2008  | 3,63                                |
| Best of 4      | - Ascari A10 - Daihatsu Materia                                             | Il meglio di Top Gear 2004 (No. 4) | - Lawrence Dallaglio - Simon Cowell                            | 27 gennaio 2008  | 2,41                                |

### Undicesima edizione
| Numero puntata | Recensioni                                                                                      | Sfide/Titolo puntata | Ospite                             | Prima TV UK    | Spettatori prima TV UK (in milioni) |
| -------------- | ----------------------------------------------------------------------------------------------- | --- | ---------------------------------- | -------------- | ----------------------------------- |
| 1              | - Ferrari 430 Scuderia                                                                          | 1. Gara tra auto di polizia a 1000£ (Fiat Coupé 20v Turbo, Lexus LS400, Suzuki Vitara) 2. Top Gear Stuntman: Austin Allegro batte il record del mondo si salto di una edizione di auto in retromarcia 3. Investigazione sul consumo di benzina tra 5 supercars, una BMW M3 e una Prius | - Alan Carr - Justin Lee Collins   | 22 giugno 2008 | 6,72                                |
| 2              | - Mercedes-Benz CLK63 AMG Black Series - Mitsubishi Lancer Evolution X - Subaru Impreza WRX STi | 1. Gara di Top Gear: Audi RS6 contro sciatori francesi 2. Top Gear Stuntman: MG Maestro esegue un salto-cavatappi | - Peter Firth - Rupert Penry-Jones | 29 giugno 2008 | 5,21                                |
| 3              | - Bentley Brooklands                                                                            | Gara di Top Gear tra Alfa Romeo a meno di 1000£ (Alfa Romeo 75 V6, Alfa Romeo GTV 2.0, Alfa Romeo Spider) | - James Corden - Rob Brydon        | 6 luglio 2008  | 5,78                                |
| 4              | - Alfa Romeo 8C Competizione                                                                    | Gara di Top Gear: gara tra una Nissan GT-R e il treno proiettile | - Fiona Bruce - Kate Silverton     | 13 luglio 2008 | 5,70                                |
| 5              | - Nissan GT-R                                                                                   | 1. Gara di Top Gear: limousine di lusso classiche (Mercedes-Benz 600 e Rolls-Royce Corniche) 2. Sfida di caccia alla volpe con una Daihatsu Terios | - Peter Jones - Theo Paphitis      | 20 luglio 2008 | 6,65                                |
| 6              | - Gumpert Apollo - Mitsuoka Galue III                                                           | 1. Mitsuoka Orochi 2. Top Gear UK contro Top Gear Germania | - Jay Kay                          | 27 luglio 2008 | 5,59                                |

### Dodicesima edizione
| Numero puntata | Recensioni                                                 | Sfide/Titolo puntata | Ospite                          | Prima TV UK      | Spettatori prima TV UK (in milioni) |
| -------------- | ---------------------------------------------------------- | --- | ------------------------------- | ---------------- | ----------------------------------- |
| 1              | - Lamborghini Gallardo LP560-4 - Porsche 911 GT2           | Sfida tra autocarri (ERF EC11, Renault Magnum e Scania P94D) | - Michael Parkinson             | 2 novembre 2008  | 7,74                                |
| 2              | - Abarth 500 Esseesse                                      | Gara di Top Gear: gara tra Muscle Car (Cadillac CTS-V, Chevrolet Corvette ZR1 e Dodge Challenger SRT8)                                                                              | - Will Young                    | 9 novembre 2008  | 7,57                                |
| 3              | - Renault Avantime - Toyota i-REAL                         | 1. Gara di Top Gear: gara di tuning con una Renault Avantime 2. Corsa popolare finlandese 3. Frullatore con un motore Corvette V8                                                   | - Mark Wahlberg - Mika Häkkinen | 16 novembre 2008 | 6,98                                |
| 4              | - Bugatti Veyron - Pagani Zonda F Roadster                 | 1. Bugatti Veyron contro Pagani Zonda F Roadster 2. Gara di Top Gear: arrivare con un solo pieno a Blackpool (per l'evento annuale d'illuminazione della città) partendo da Basilea | - Harry Enfield                 | 23 novembre 2008 | 7,15                                |
| 5              | - BMW M3 - Lexus IS F                                      | 1. Gara di Top Gear: tra una Ferrari 365 Daytona e un motoscafo da Portofino a Saint-Tropez 2. Il miglior bus per le strade britanniche                                             | - Kevin McCloud - Tom Chilton   | 30 novembre 2008 | 7,51                                |
| 6              | - Caterham Seven Superlight R500 - Veritas RS III          | 1. I comunisti hanno mai fatto una buona auto? 2. Sbarco sulla spiaggia della Royal Marines con una Ford Fiesta                                                                     | - Boris Johnson                 | 7 dicembre 2008  | 7,33                                |
| 7              | - Honda FCX Clarity - Tesla Roadster                       | 1. 50 anni della British Touring Car Championship 2. Top Gear Stuntman: record di salto in lungo con una roulotte 3. Top Gear awards 2008                                           | - Sir Tom Jones                 | 14 dicembre 2008 | 7,54                                |
| 8              |                                                            | Speciale Vietnam: Viaggio in moto da Ho Chi Minh (città) a Ha Long Bay (Honda Super Cub, Minsk e Piaggio Vespa)                                                                     |                                 | 28 dicembre 2008 | 6,70                                |
| Best of 1      | - Ford Fiesta - Gumpert Apollo - Nissan GT-R               | Il meglio di Top Gear 2008 (No. 1) | - Mark Wahlberg                 | 1º gennaio 2009  | 1,95                                |
| Best of 2      | - Bugatti Veyron - Pagani Zonda F Roadster - Toyota i-REAL | Il meglio di Top Gear 2008 (No. 2) | - Will Young                    | 4 gennaio 2009   | 3,27                                |
| Best of 3      | - Audi RS6                                                 | Il meglio di Top Gear 2008 (No. 3) | - Boris Johnson                 | 25 gennaio 2009  | 2,05                                |
| Best of 4      | - Honda FCX Clarity - Mercedes-Benz CLK63 AMG Black Series | Il meglio di Top Gear 2008 (No. 4) | - Jay Kay                       | 1º febbraio 2009 | 2,28                                |

### Tredicesima edizione
| Numero puntata | Recensioni                                                                   | Sfide/Titolo puntata | Ospite                                | Prima TV UK    | Spettatori prima TV UK (in milioni) |
| -------------- | ---------------------------------------------------------------------------- | --- | ------------------------------------- | -------------- | ----------------------------------- |
| 1              | - Ferrari FXX - Lotus Evora                                                  | Gara verso il nord (Jaguar XK120 contro Vincent Black Shadow contro Locomotiva Tornado) | - Michael Schumacher                  | 21 giugno 2009 | 7,86                                |
| 2              | - Lamborghini Murciélago LP 670-4 SV - Mercedes-Benz SLR McLaren 722 Edition | 1. L'auto perfetta per i diciassettenni a 2500£ (Volvo 940 Turbo Estate, Hyundai S Coupe e Volkswagen Golf III) 2. Drag race tra Lamborghini Murciélago LP 670-4 SV e Mercedes-Benz SLR McLaren 722 Edition 3. Drag race 2 tra Bugatti Veyron e McLaren F1 | - Stephen Fry                         | 28 giugno 2009 | 7,00                                |
| 3              | - Mercedes-Benz SL65 AMG Black Series                                        | 1. Ricerca di un'auto economica e carina (Alfa Romeo MiTo, Chevrolet Aveo, Fiat 500, Perodua MyVi, Proton Satria Neo, Škoda Roomster e Toyota iQ) 2. Gymkhana con Ken Block in un campo d'aviazione con una Subaru Impreza WRX STi)                        | - Michael McIntyre - Ricky Carmichael | 5 luglio 2009  | 6,38                                |
| 4              | - Ford Focus RS - Renault Mégane R26.R                                       | 1. Ford Focus RS contro Renault Mégane R26.R 2. Gara di Top Gear: Porsche Panamera S contro il servizio della Royal Mail 3. Mitsubishi Lancer Evolution VII contro l'esercito britannico                                                                   | - Usain Bolt                          | 12 luglio 2009 | 6,80                                |
| 5              | - BMW M5 - Jaguar XFR                                                        | 1. BMW M5 contro Jaguar XFR 2. Gara di Top Gear: auto a trazione posteriore contro anteriore (Ford Capri 2.8i, Morris Marina, Nissan 300ZX e Porsche 944 S2) 3. Jeremy idea una serra per salvare il mondo dai gas di scarico                              | - Olivier Panis - Sienna Miller       | 19 luglio 2009 | 7,38                                |
| 6              | - BMW Z4 sDrive35i - Nissan 370Z                                             | Auto precedenti al 1982 a meno di 3000£ per un rally di regolarità a Maiorca (Austin-Healey Sprite, Citroën Ami 8 e Lanchester LJ 200) | - Brian Johnson                       | 26 luglio 2009 | 7,69                                |
| 7              | - Aston Martin V12 Vantage - Audi S4 - HSV Maloo - Vauxhall VXR8 Bathurst    | Produrre uno spot per la Volkswagen Scirocco | - Jay Leno                            | 2 agosto 2009  | 7,11                                |

### Quattordicesima edizione
| Numero puntata | Recensioni | Sfide/Titolo puntata | Ospite                    | Prima TV UK      | Spettatori prima TV UK (in milioni) |
| -------------- | --- | --- | ------------------------- | ---------------- | ----------------------------------- |
| 1              | - Aston Martin DBS Volante - BMW 760Li - Ferrari California - Lamborghini Gallardo LP560-4 Spyder - Mercedes-Benz S63 AMG | Viaggio in Romania con delle auto da Gran Turismo per cercare la strada Transfăgărășan (Aston Martin DBS Volante, Ferrari California e Lamborghini Gallardo LP560-4 Spyder)         | - Eric Bana               | 15 novembre 2009 | 6,70                                |
| 2              | - Audi R8 V10 - Chevrolet Corvette C6 ZR1                                                                                 | 1. Audi R8 V10 contro Chevrolet Corvette C6 ZR1 2. Costruire un'auto elettrica migliore della G-Wiz. Nome in codice: Geoff                                                          | - Michael Sheen           | 22 novembre 2009 | 6,48                                |
| 3              | - Lamborghini Gallardo LP550-2 Valentino Balboni                                                                          | 1. Speciale sulle Lancia del passato (Fulvia, Aprilia, Montecarlo, Beta HPE, Stratos, 037, Thema 8.32 e Delta HF Integrale Evo II) 2. Creare un dirigibile con una roulotte         | - Chris Evans             | 29 novembre 2009 | 6,51                                |
| 4              | - Audi Q7 V12 TDI - BMW X5 M - Range Rover (2010MY)                                                                       | 1. Sfida per trovare il mezzo aeroportuale più veloce 2. Renault Twingo RS 133 esegue il giro della morte in un tunnel                                                              | - Guy Ritchie - Ross Kemp | 6 dicembre 2009  | 6,29                                |
| 5              | - Noble M600 | Creare una galleria d'arte automobilistica per provare che essa è più popolare di una galleria d'arte tradizionale                                                                  | - Jenson Button           | 20 dicembre 2009 | 6,90                                |
| 6              | | Bolivia Special (Range Rover Classic, Suzuki SJ e Toyota Land Cruiser 40) |                           | 27 dicembre 2009 | 7,45                                |
| 7              | - Lexus LFA - Vauxhall Insignia VXR (V6)                                                                                  | 1. Recensione in giro per il mondo "a poco prezzo" della BMW X6 2. James e Margaret Calvert raccontano la storia delle indicazioni stradali del Regno Unito 3. Top Gear Awards 2009 | - Seasick Steve           | 3 gennaio 2010   | 6,52                                |
| Best of 1      | - Aston Martin V12 Vantage - Bugatti Veyron - McLaren F1                                                                  | Il meglio di Top Gear 2009 (No. 1) | - Michael McIntyre        | 10 gennaio 2010  | 3,12                                |
| Best of 2      | - Ford Focus RS - Lamborghini Murciélago LP 670-4 SV - Renault Mégane R26.R                                               | Il meglio di Top Gear 2009 (No. 2) | - Brian Johnson           | 24 gennaio 2010  | 2,37                                |
| Best of 3      | - Audi R8 V10 - BMW 760Li - Chevrolet Corvette C6 ZR1 - Mercedes-Benz S63 AMG                                             | Il meglio di Top Gear 2009 (No. 3) | - Jay Leno                | 31 gennaio 2010  | 2,08                                |
| Best of 4      | - Jaguar XFR - Lexus LFA                                                                                                  | Il meglio di Top Gear 2009 (No. 4) | - Stephen Fry             | 7 febbraio 2010  | 2,25                                |

### Quindicesima edizione
| Numero puntata | Recensioni                                                                      | Sfide/Titolo puntata | Ospite | Prima TV UK    | Spettatori prima TV UK (in milioni) |
| -------------- | ------------------------------------------------------------------------------- | --- | --- | -------------- | ----------------------------------- |
| 1              | - Bentley Continental Supersports                                               | 1. Una Toyota Hilux sale su un vulcano attivo 2. Addio alla Chevrolet Lacetti 3. Perché la Reliant ha chiuso nel 1994: Reliant Robin                                                                                              | - Al Murray - Amy Williams - Bill Bailey - Johnny Vaughan - Louie Spence - Nick Robinson - Peta 23 dall'Essex - Peter Jones | 27 giugno 2010 | 5.60                                |
| 2              | - Porsche 911 Sport Classic - Porsche Boxster Spyder                            | Trovare un'auto sportiva in seconda mano per i track day a meno di 5000£ (BMW M3, Ford Sierra Sapphire RS Cosworth e Mercedes-Benz 190)                                                                                           | - Alastair Campbell | 4 luglio 2010  | 6,60                                |
| 3              | - Chevrolet Camaro SS - Mercedes-Benz E63 AMG                                   | 1. Chevrolet Camaro SS contro Mercedes-Benz E63 AMG 2. Trovare la migliore supercar a quattro porte da matrimonio, portando degli sposi alla cerimonia (Aston Martin Rapide, Maserati Quattroporte GT S e Porsche Panamera Turbo) | - Rubens Barrichello - Rupert Grint                                                                                         | 11 luglio 2010 | 4,58                                |
| 4              | - Audi R8 V10 Spyder - Porsche 911 Turbo Cabriolet                              | 1. Audi R8 V10 Spyder contro Porsche 911 Turbo Cabriolet 2. Costruire dei camper sul retro di un'auto (Citroën CX, Land Rover 110 e Lotus Excel)                                                                                  | - Andy García | 18 luglio 2010 | 7,05                                |
| 5              |                                                                                 | 1. Volkswagen Touareg contro dei piloti di motoslitta svedesi 2. Raggiungere i 415 km/h in una Bugatti Veyron Super Sport 3. Commemorazione di Ayrton Senna: Lewis Hamilton guida la sua McLaren MP4/4 1988 F1                    | - Cameron Diaz - Tom Cruise                                                                                                 | 25 luglio 2010 | 7,48                                |
| 6              | - Ferrari 458 Italia                                                            | Roadster storiche britanniche a 5000£ (Jensen Healey, Lotus Elan e TVR S2) | - Jeff Goldblum | 1º agosto 2010 | 6,19                                |
| Best of 1      | - Audi R8 V10 Spyder - Bugatti Veyron Super Sport - Porsche 911 Turbo Cabriolet | Il meglio di Top Gear 2010 (No. 1) | - Al Murray - Amy Williams - Bill Bailey - Johnny Vaughan - Louie Spence - Nick Robinson - Peta 23 dall'Essex - Peter Jones | 8 agosto 2010  | 3,56                                |
| Best of 2      | - Aston Martin Rapide - Maserati Quattroporte GT S - Porsche Panamera Turbo     | Il meglio di Top Gear 2010 (No. 2) | - Cameron Diaz - Rubens Barrichello - Tom Cruise                                                                            | 15 agosto 2010 | 2,55                                |

#### 2010 Specials
| Numero puntata | Recensioni | Sfide/Titolo puntata | Ospite        | Prima TV UK      | Spettatori prima TV UK (in milioni) |
| -------------- | ---------- | --- | ------------- | ---------------- | ----------------------------------- |
| Speciale 1     |            | USA Road Trip (Ferrari 458 Italia, Mercedes-Benz SLS AMG e Porsche 911 GT3 RS)                                                                      | - Danny Boyle | 21 dicembre 2010 | 7,13                                |
| Speciale 2     |            | Middle East Special: Ripercorrere il cammino dei magi con delle cabriolet di seconda mano a due posti a 3500£ (BMW Z3, Fiat Barchetta e Mazda MX-5) |               | 26 dicembre 2010 | 7,68                                |

### Sedicesima edizione
| Numero puntata | Recensioni                                                      | Sfide/Titolo puntata | Ospite                                                     | Prima TV UK      | Spettatori prima TV UK (in milioni) |
| -------------- | --------------------------------------------------------------- | --- | ---------------------------------------------------------- | ---------------- | ----------------------------------- |
| 1              | - Ariel Atom V8 - Škoda Yeti                                    | La storia delle Porsche 911: Porsche 911 Turbo S Cabriolet | - John Bishop - Sienna Miller - Tiff Needell da Fifth Gear | 23 gennaio 2011  | 7,38                                |
| 2              | - Ferrari 599 GTO                                               | Top Gear UK contro Top Gear Australia | - Boris Becker                                             | 30 gennaio 2011  | 7,31                                |
| 3              | - Ford Focus RS500 - Cosworth Impreza STi CS400 - Volvo C30 PCP | Viaggio in Albania (Mercedes-Benz S65 AMG, Rolls-Royce Ghost e Zastava 101 (sostituta della Bentley Mulsanne)                                                                                         | - Jonathan Ross                                            | 6 febbraio 2011  | 7,33                                |
| 4              | - Pagani Zonda R - Pagani Zonda Tricolore                       | Cabriolet a quattro posti di seconda mano a 2000£ (BMW 325i Cabriolet) | - Nick Frost - Simon Pegg                                  | 13 febbraio 2011 | 7,28                                |
| 5              | - Audi RS5 - BMW M3 Competition Pack                            | Trasformare una mietitrebbia in uno spazzaneve | - Amber Heard                                              | 20 febbraio 2011 | 6,87                                |
| 6              | - Ferrari F40 - Porsche 959                                     | 1. Gara dall'ovest dell'Inghilterra all'est partendo al tramonto e cercando di arrivare prima dell'alba con una Jaguar XJ 5.0 V8 Supersport 2. James prova l'ultimo veicolo d'esplorazione della NASA | - John Prescott                                            | 27 febbraio 2011 | 6,53                                |

### Diciassettesima edizione
| Numero puntata | Recensioni                                                                     | Sfide/Titolo puntata | Ospite             | Prima TV UK    | Spettatori prima TV UK (in milioni) |
| -------------- | ------------------------------------------------------------------------------ | --- | ------------------ | -------------- | ----------------------------------- |
| 1              | - BMW Serie 1 M Coupé - Marauder - Mini John Cooper Works WRC con Amy Williams | 1. 50º anniversario della Jaguar E-Type 2. Alternativa agli Hummer in Sudafrica: Marauder | - Alice Cooper     | 26 giugno 2011 | 6,22                                |
| 2              | - Aston Martin Virage                                                          | Berline ad alte prestazioni a Lucca e al Gran Premio di Monaco (Citroën DS3 Racing, Fiat 500C Abarth e Renault Sport Clio 200 Cup)                                                                    | - Ross Noble       | 3 luglio 2011  | 5,72                                |
| 3              | - Ferrari 458 Italia - McLaren MP4-12C                                         | 1. Auto in occasione in seconda mano al prezzo di una Nissan Pixo (BMW 850Ci e Mercedes CL600) 2. Testare la resistenza della Range Rover Evoque a Las Vegas 3. McLaren MP4-12C vs Ferrari 458 Italia | - Sebastian Vettel | 10 luglio 2011 | 6,55                                |
| 4              | - Jaguar XKR-S - Nissan GT-R                                                   | 1. Creare un treno economico usando auto e roulotte come carrozze (Jaguar XJ-S Cabrio e Audi S8) 2. Jaguar XKR-S contro Nissan GT-R                                                                   | - Rowan Atkinson   | 17 luglio 2011 | 7,14                                |
| 5              | - Jensen Interceptor - Lotus T125                                              | Demolire una casa utilizzando mezzi militari di seconda mano, sfidando inoltre degli esperti in demolizioni                                                                                           | - Bob Geldof       | 24 luglio 2011 | 6,13                                |
| 6              | - Lamborghini Aventador                                                        | 1. Gara tra i tre conduttori e un gruppo di veterani che hanno subito delle amputazioni 2. Auto elettriche per il mare (Peugeot iOn e Nissan Leaf)                                                    | - Louis Walsh      | 31 luglio 2011 | 6,76                                |

### Diciottesima edizione
| Numero puntata | Recensioni                                                                    | Sfide/Titolo puntata | Ospite                                                                                         | Prima TV UK      | Spettatori prima TV UK (in milioni) |
| -------------- | ----------------------------------------------------------------------------- | --- | ---------------------------------------------------------------------------------------------- | ---------------- | ----------------------------------- |
| Speciale       |                                                                               | Speciale India (Jaguar XJS, Rolls-Royce Silver Shadow, Mini Cooper) |                                                                                                | 28 Decembre 2011 |                                     |
| 1              |                                                                               | Supercar attraverso l'Italia: (Lamborghini Aventador, McLaren MP4-12C, Noble M600)                                                                                                   | - will.i.am                                                                                    | 29 gennaio 2012  | 6,21                                |
| 2              | - Mercedes-Benz SLS AMG Roadster                                              | 1. Jeremy e James studiano l'industria automobilistica cinese 2. Richard impara a guidare una auto NASCAR in Texas                                                                   | - Matt LeBlanc                                                                                 | 5 febbraio 2012  | 6,25                                |
| 3              | - Fiat Panda - Vauxhall Corsa VXR Nurburgring                                 | Creare una scena di inseguimento per il film The Sweeney (Ford Focus e Jaguar XFR)                                                                                                   | - Ryan Reynolds                                                                                | 12 febbraio 2012 | 6,16                                |
| 4              | - Bentley Continental GT V8 - Ferrari FF - Fisker Karma                       | Costruire e provare degli scooter off-road | - Brian Johnson - Michael Fassbender                                                           | 19 febbraio 2012 | 5,28                                |
| 5              | - Maserati GranTurismo MC Stradale - Mercedes-Benz C63 AMG Coupe Black Series | 1. Analisi del produttore di auto Svedese: Saab 2. Škoda Fabia S2000 (guidata da Toni Gardemeister) contro l'uomo jet                                                                | - Matt Smith                                                                                   | 26 febbraio 2012 | 6,12                                |
| 6              | - Bentley con motore di un carro armato - Brutus con motore di un aereo       | Auto da track day (Caterham R500, KTM X-Bow e Morgan Three Wheeler) | - Alex James                                                                                   | 4 marzo 2012     | 5,81                                |
| 7              | - BMW M5                                                                      | 1. Partecipare a una corsa automobilistica spendendo meno rispetto a giocare a golf (BMW 328i, Toyota MR2 e Citroen Saxo) 2. Il sogno da bambino di James: Ferrari 250 GT California | - Chris Evans - Kimi Räikkönen - Slash                                                         | 11 marzo 2012    | 6,15                                |
| Speciale 1     |                                                                               | Anniversario dei 50 anni delle auto di James Bond | - Ben Collins - Daniel Craig - Guy Hamilton - Michael G. Wilson - Ola Rapace - Sir Roger Moore | 29 ottobre 2012  | 5,48                                |
| Speciale 2     |                                                                               | Bambini in difficoltà | - Bill Turnbull - Fiona Bruce - Sophie Raworth                                                 | 16 novembre 2012 | 8,22                                |

### Diciannovesima edizione
| Numero puntata | Recensioni                                                                 | Sfide/Titolo puntata | Ospite                                             | Prima TV UK      | Spettatori prima TV UK (in milioni) |
| -------------- | -------------------------------------------------------------------------- | --- | -------------------------------------------------- | ---------------- | ----------------------------------- |
| 1              | - Pagani Huayra                                                            | 1. Usare una Bentley Continental GT Speed per partecipare al Rally di Gran Bretagna 2. Costruire un'auto più piccola della Peel P50: La P45 di Jeremy | - Damian Lewis - Kris Meeke - Cast di Dragons' Den | 27 gennaio 2013  | 6,65                                |
| 2              |                                                                            | Viaggio da Las Vegas a Calexico con tre supercar: Aston Martin Vanquish, Lexus LFA e SRT Viper                                                        | - Mick Fleetwood                                   | 3 febbraio 2013  | 6,42                                |
| 3              | - Toyota GT86                                                              | Gara di Top Gear: sfida da Wembley a San Siro tra una Shelby Mustang GT500 e la rete ferroviaria trans-europea                                        | - Amy Macdonald                                    | 10 febbraio 2013 | 6,36                                |
| 4              | - Ford Focus ST - Renault Megane RenaultSport Cup 265 - Vauxhall Astra VXR | 1. Partita a rugby con delle Kia Cee'd 2. Mastretta MXT in Messico                                                                                    | - Lewis Hamilton                                   | 17 febbraio 2013 | 5,39                                |
| 5              |                                                                            | 1. Jeremy e Richard progettano un'auto per gli anziani: La "Rover James" (Fiat Multipla) 2. Range Rover contro un mezzo militare autonomo             | - James McAvoy                                     | 24 febbraio 2013 | 6,45                                |
| 6              |                                                                            | Speciale Africa (Parte 1): Trovare la fonte del Nilo (BMW Serie 5 Touring, Subaru Impreza WRX Sport Station Wagon e Volvo 850R Station Wagon)         |                                                    | 3 marzo 2013     | 7,33                                |
| 7              |                                                                            | Speciale Africa (Parte 2): Trovare la fonte del Nilo                                                                                                  |                                                    | 10 marzo 2013    | 7,48                                |

### Ventesima edizione
| Numero puntata | Recensioni                                                                                                   | Sfide/Titolo puntata                                                                                  | Ospite | Prima TV UK    | Spettatori prima TV UK (in milioni) |
| -------------- | --- | --- | --- | -------------- | ----------------------------------- |
| 1              | - Ford Fiesta ST - Peugeot 208 GTi - Renault Clio RS 200                                                     | 1. Barche dell'America's Cup World Series contro Toyota Auris 2. Nuova auto economica: Vauxhall Astra | - Brian Johnson - Charles Dance - David Haye - Jimmy Carr - Joss Stone - Mike Rutherford - Rachel Riley - Warwick Davis | 30 giugno 2013 | 5,55                                |
| 2              | - BAC Mono - Ferrari F12berlinetta                                                                           | 1. Il miglior taxi 2. Tributo alla BBC                                                                | - Ron Howard | 7 luglio 2013  | 5,31                                |
| 3              | | Viaggio in Spagna in cabriolet (Audi R8 V10 Spyder, Ferrari 458 Spider e McLaren MP4-12C Spider)      | - Benedict Cumberbatch                                                                                                  | 14 luglio 2013 | 4,83                                |
| 4              | - Mercedes SLS AMG Black Series - Mercedes SLS AMG Electric Drive                                            | Trasformare un Ford Transit in un hovercraft                                                          | - Hugh Jackman | 21 luglio 2013 | 5,36                                |
| 5              | - Lamborghini Aventador Roadster - Lamborghini Sesto Elemento - Mazda CX-5 - Porsche 911 - Volkswagen Tiguan | Il miglior SUV per una roulotte                                                                       | - Steven Tyler | 28 luglio 2013 | 5,29                                |
| 6              | - Jaguar F-Type - Nuovo bus per Londra - Range Rover Sport                                                   | Tributo all'automobilismo britannico                                                                  | - Mark Webber | 4 agosto 2013  | 5,49                                |

### Ventunesima edizione
| Numero puntata | Recensioni                                                                | Sfide/Titolo puntata | Ospite            | Prima TV UK      | Spettatori prima TV UK (in milioni) |
| -------------- | ------------------------------------------------------------------------- | --- | ----------------- | ---------------- | ----------------------------------- |
| 1              |                                                                           | Dimostrare che le berline sportive di un tempo sono migliori di quelle attuali (Ford Fiesta XR2i, Vauxhall Nova SRi e Volkswagen Golf Mk2 GTI) | - Hugh Bonneville | 2 febbraio 2014  | 6,12                                |
| 2              | - McLaren P1                                                              | 1. Alfa Romeo 4C contro Gibbs Quadski sul lago di Como 2. James visita Camp Bastion in Afghanistan                                             | - Tom Hiddleston  | 9 febbraio 2014  | 6,97                                |
| 3              | - Zenvo ST1                                                               | Viaggio in Ucraina con berline compatte (Dacia Sandero, Ford Fiesta e Volkswagen Up!)                                                          | - James Blunt     | 16 febbraio 2014 | 6,87                                |
| 4              | - Alfa Romeo Disco Volante by Touring - Caterham 160 - Caterham 620R      | Mercedes Benz G63 AMG 6x6 negli Emirati Arabi                                                                                                  | - Jack Whitehall  | 23 febbraio 2014 | 6,53                                |
| 5              | - BMW M135i - Mercedes-Benz A45 AMG - Porsche 918 - Volkswagen Golf 7 GTi | Creare uno spot per ridurre gli incidenti stradali dei ciclisti                                                                                | - Aaron Paul      | 2 marzo 2014     | 5,64                                |
| 6              |                                                                           | Speciale Birmania (Parte 1): costruire un ponte sul fiume Kwai (Hino FB110 e due Isuzu TX)                                                     |                   | 9 marzo 2014     | 6,29                                |
| 7              |                                                                           | Speciale Birmania (Parte 2): costruire un ponte sul fiume Kwai                                                                                 |                   | 16 marzo 2014    | 7,01                                |

### Ventiduesima edizione
| Numero puntata | Recensioni                                                                    | Sfide/Titolo puntata | Ospite                          | Prima TV UK      | Spettatori prima TV UK (in milioni) |
| -------------- | ----------------------------------------------------------------------------- | --- | ------------------------------- | ---------------- | ----------------------------------- |
| Speciale 1     |                                                                               | Patagonia Special: Viaggio da Bariloche a Ushuaia (Ford Mustang Mach 1, Lotus Esprit V8 e Porsche 928 GT) |                                 | 27 dicembre 2014 | 7,21                                |
| Speciale 2     |                                                                               | Patagonia Special: Viaggio da Bariloche a Ushuaia (Ford Mustang Mach 1, Lotus Esprit V8 e Porsche 928 GT) |                                 | 28 dicembre 2014 | 7,38                                |
| 1              | - Lamborghini Huracán - Renault Twizy                                         | Richard prova la Lamborghini Huracàn e Stig ci fa un giro di pista Gara attraverso il paesaggio urbano di San Pietroburgo | - Ed Sheeran                    | 25 gennaio 2015  | 6,41                                |
| 2              |                                                                               | Viaggio nel Territorio del Nord in Australia con auto GT (Bentley Continental GT V8S, BMW M6 Gran Coupé e Nissan GT-R) | - Kiefer Sutherland             | 1º febbraio 2015 | 6,56                                |
| 3              |                                                                               | Sfida tra ambulanze fai da te (Porsche 944 Turbo, Ford Scorpio Cardinal e Chevrolet G20 V8 Van) | - Daniel Ricciardo              | 8 febbraio 2015  | 6,14                                |
| 4              | - BMW M3 - BMW i8 - Mercedes-AMG GT                                           | Tributo di Richard alla Land Rover Defender | - Margot Robbie - Will Smith    | 15 febbraio 2015 | 6,24                                |
| 5              | - Chevrolet Corvette C7 Stingray - Ferrari LaFerrari - Porsche Cayman 981 GTS | 1. James e Jeremy ripercorrono la storia della Peugeot 2. Richard confronta la Chevrolet Corvette Stingray con la Porsche Cayman GTS 3. James prova la Ferrari LaFerrari in Italia | - Olly Murs                     | 22 febbraio 2015 | 6,04                                |
| 6              | - Lexus LFA - Lexus RC-F                                                      | Richard viene abbandonato in Canada per testare un orologio con un localizzatore GPS integrato. Jeremy e James vanno a salvarlo al volante della Ford F-150 Hennessey VelociRaptor e della Chevrolet Silverado | - Gillian Anderson              | 1º marzo 2015    | 6,15                                |
| 7              | - Eagle Low Drag GT - Jaguar F-Type R - Mazda MX-5                            | 1. Jeremy confronta la Jaguar F-Type R e la Eagle Low Drag GT 2. Richard prova la Mazda MX-5 3. James partecipa ad una gara del campionato mondiale di rallycross insieme al pilota Tanner Foust (presentatore di Top Gear USA) | - Nicholas Hoult - Tanner Foust | 8 marzo 2015     | 5,84                                |
| 8              |                                                                               | 1. Trovare un'auto economica ancora in vita per vincere il titolo d'auto classica (Fiat 124 Spider, MG B GT e Peugeot 304 S Cabriolet). 2. Vivere la vita da SUV con meno di 250£ (Jeep Cherokee, Mitsubishi Pajero Pinin e Isuzu MU) Episodio speciale di 75 minuti con tutti i servizi rimasti ancora inediti dopo la sospensione dello show. Primo ed ultimo episodio ad essere condotto solamente da Richard Hammond e James May. |                                 | 28 giugno 2015   | 6,92                                |

### Episodi speciali (2015)
Nel novembre 2015, la BBC ha annunciato due episodi dal titolo Top Gear: From A-Z, formati da filmati della ventiduesima stagione.
| Numero puntata | Titolo           | Sfide/Titolo puntata                        | Prima TV UK      | Spettatori prima TV UK (in milioni) |
| -------------- | ---------------- | ------------------------------------------- | ---------------- | ----------------------------------- |
| 1              | From A-Z Parte 1 | Filmati di Top Gear introdotti da celebrità | 26 dicembre 2015 | 1.91                                |
| 2              | From A-Z Parte 2 | Filmati di Top Gear introdotti da celebrità | 30 dicembre 2015 | 1.67                                |